# 캄페오나토 우루과요 페메니노
캄페오나토 우루과요 데 푸트볼 페메니노(스페인어: Campeonato Uruguayo de Fútbol Femenino) 또는 줄여서 캄페오나토 우루과요 페메니노(스페인어: Campeonato Uruguayo Femenino)는 우루과이의 여자 축구 리그이다. 1997년에 설립되었으며, 우루과이 축구 협회(AUF)가 주관한다.

## 진행 방식
캄페오나토 우루과요 데 푸트볼 페메니노는 디비시오날 A와 디비시오날 B로 나뉘어 각각 10개의 클럽이 참가한다. 우루과이의 남자 축구 리그인 우루과이 프리메라 디비시온와 마찬가지로 전기 시즌인 아페르투라(Apertura), 후기 시즌인 클라우수라(Clausura)로 나누어 진행되는데 아페르투라, 클라우수라는 모두 홈 앤 어웨이 방식의 리그전으로 진행된다.
디비시오날 A에서 최종 순위가 가장 낮은 2개 팀은 디비시오날 B로 강등되고, 디비시오날 B에서 최종 순위가 가장 높은 2개 팀은 디비시오날 A로 승격된다. 또한, 디비시오날 A에서 최종 순위가 가장 높은 팀은 코파 리베르타도레스 페메니나에 진출한다.

## 2023 시즌 참가 클럽
- 페냐롤 (여자축구) - 몬테비데오
- 콜론 FC - 몬테비데오
- 클루브 나시오날 데 풋볼 (여자축구) - 몬테비데오
- 리네아 D (우루과이 축구 협회 산하 축구단) - 몬테비데오
- 리버 플레이트 몬테비데오 - 몬테비데오
- 페닉스 카넬로네스 (우루과이 축구 협회 산하 축구단) - 카넬로네스
- 리버풀 - 몬테비데오
- CA 렌티스타스 - 몬테비데오
- 프로그레소 - 몬테비데오
- 베야 비스타 - 몬테비데오

## 같이 보기
- 우루과이 여자 축구 국가대표팀
- 우루과이 축구 리그 시스템